# Durchgangswagen

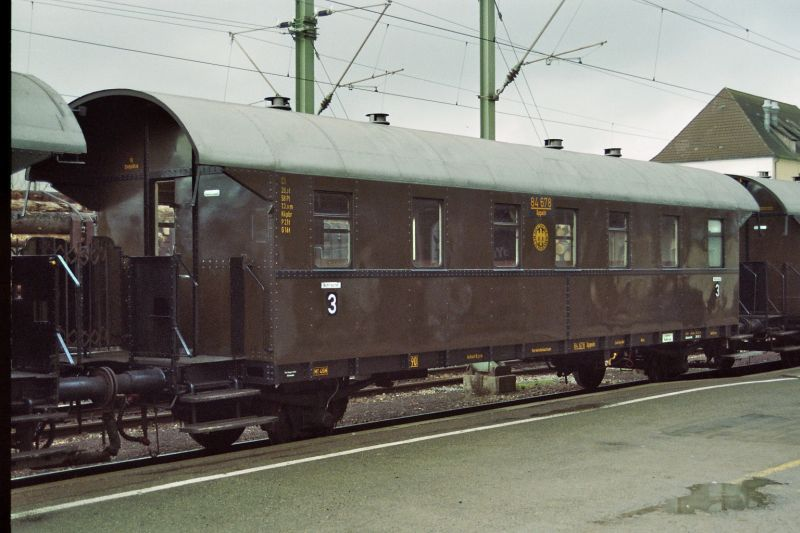
Donnerbüchse, ein in der Mitte des 20. Jahrhunderts in Deutschland weitverbreiteter Durchgangswagentyp

Ein Durchgangswagen, auch Durchgangspersonenwagen, ist im Eisenbahnwesen ein Personenwagen mit einem Mittel- oder Seitengang. Der Einstieg erfolgt in der Regel über die offenen oder geschlossenen Endbühnen. Seit der zweiten Hälfte des 20. Jahrhunderts sind fast alle Reisezugwagen Durchgangswagen.

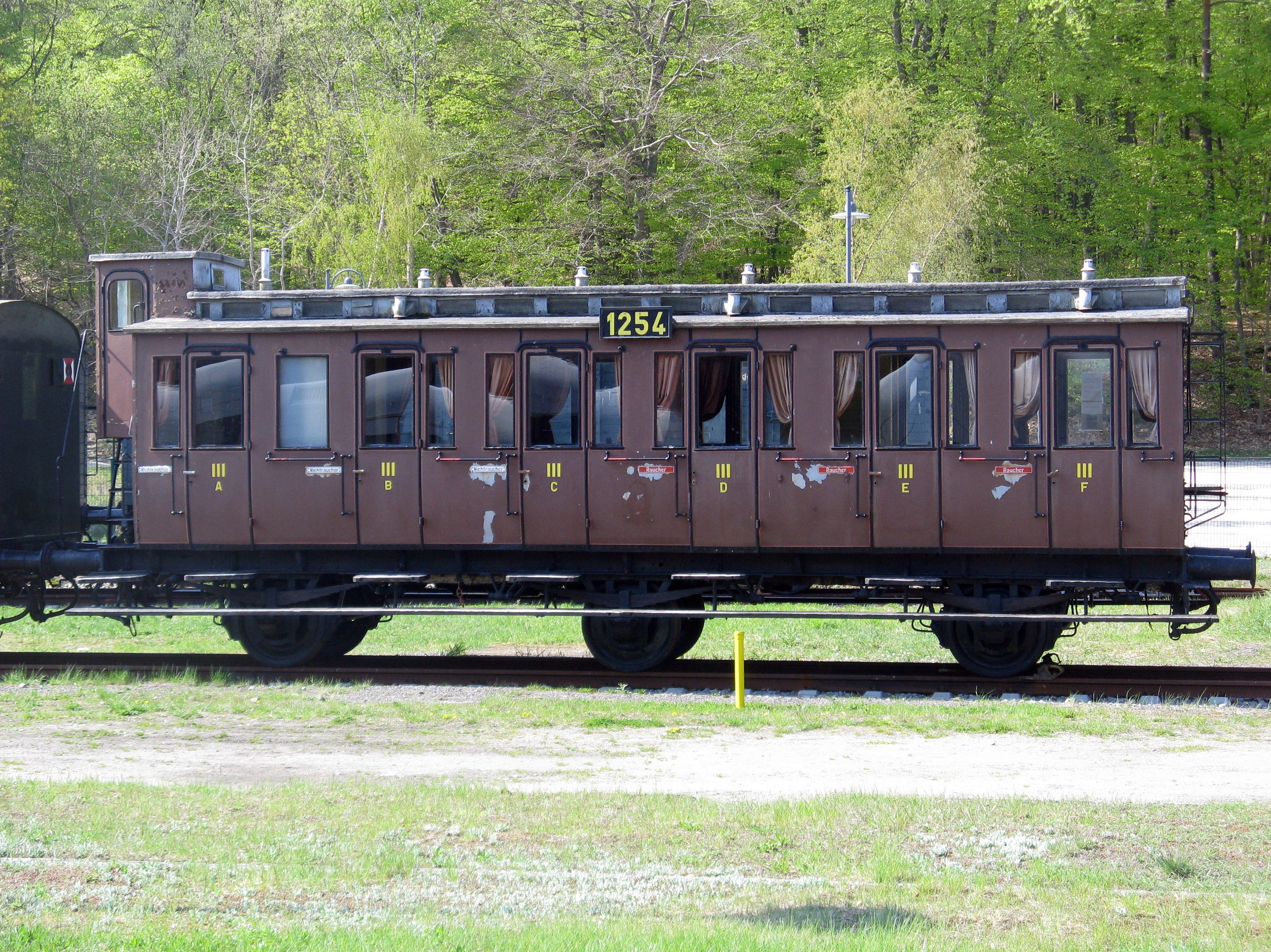
Kein Durchgangswagen: preußischer Abteilwagen C3

Abzugrenzen ist der Durchgangswagen vom zuvor weit verbreiteten Abteilwagen mit Seitentüren ohne Durchgangsmöglichkeit, d. h. ohne innere Verbindung zwischen den Abteilen des Wagens.
Zu den Durchgangswagen zählen Abteilwagen mit Seitengang und Großraumwagen. Insbesondere sind auch Schnellzugwagen Durchgangswagen.
Analog zur Bezeichnung Durchgangswagen für Wagen, deren gesamter Innenbereich ohne Verlassen des Wagens zugänglich ist, wurde die Bezeichnung Durchgangszug im deutschen Sprachraum seit Einführung in Preußen 1892 für eine Gattung hochwertiger Züge verwendet, die aus Durchgangswagen mit durch Faltenbälge geschützten, während der Fahrt von den Fahrgästen benutzbaren Wagenübergängen bestanden.